# مكون (جبل)
جبل مكّون (ع.مغربية :جبل مگون، وⵉⵖⵉⵍ ⵎⴳⵯⵏ :ⵜⵉⴼⵉⵏⴰⵖ · إغيل مْگۥ+ن. لكن أيضاً إغيل نْؤمسود وجبل آيت مگو)، هو أحد جبال وسط الأطلس الكبير بإقليم ورززات في منطقة سوس ماسة درعة، ويبعد عن مدينة مراكش حوالي 250 كيلومتراً.
يرتفع جبل مكون 4071 متراً \ 13336 قدماً عن سطح البحر، وهو مثلوج شتاءاً ووجهة محببة لهواة الارتحال أو الترحـّل (بالإ فرنجية Trekking).

## وصلات خارجية
- صور جبل مكون علىٰ Alpes Exploration و Jean Sandell Photography